# Tomas Pettersson
Pour les articles homonymes, voir Pettersson.
Tomas Pettersson est un coureur coureur cycliste suédois, né le 15 juin 1947 à Alingsås.

## Biographie
Il a un impressionnant palmarès en tant qu'amateur. Ses différents titres de champions du monde amateurs par équipes sont obtenus avec ses trois frères Erik, Sture et Gösta Pettersson. Coureur professionnel de 1970 à 1973, il ne totalise que 5 victoires pro. Il participe à deux Tours de France en 1970 et 1971.

## Palmarès sur route

### Palmarès amateur
- 1964
  -  Champion de Suède sur route par équipes juniors (avec Hans Knutsson et Lennart Johansson)
- 1965
  - Champion des Pays nordiques sur route amateurs
  -  Champion de Suède sur route juniors
  -  Champion de Suède du contre-la-montre juniors
  -  Champion de Suède du relais juniors (avec Sture Pettersson et Erik Pettersson)
- 1966
  - Champion des Pays nordiques du contre-la-montre par équipes amateurs (avec Gösta Pettersson, Erik Pettersson  et Sture Pettersson)
  -  Champion de Suède du contre-la-montre par équipes (avec Gösta Pettersson et Erik Pettersson)
  - 2e du championnat des Pays nordiques sur route amateurs
- 1967
  -  Champion du monde du contre-la-montre par équipes amateurs (avec Erik Pettersson, Gösta Pettersson et Sture Pettersson)
  - Champion des Pays nordiques du contre-la-montre par équipes amateurs (avec Erik Pettersson, Gösta Pettersson et Sture Pettersson)
  -  Champion de Suède du 50km contre-la-montre par équipes (avec Erik Pettersson, Gösta Pettersson et Sture Pettersson)
- 1968
  -  Champion du monde du contre-la-montre par équipes amateurs (avec Erik Pettersson, Gösta Pettersson et Sture Pettersson)
  - Champion des Pays nordiques sur route amateurs
  - Champion des Pays nordiques du contre-la-montre par équipes amateurs (avec Erik Pettersson, Gösta Pettersson et Sture Pettersson)
  -  Champion de Suède du contre-la-montre
  -  Champion de Suède du 100km contre-la-montre par équipes (avec Erik Pettersson, Gösta Pettersson et Sture Pettersson)
  -  Champion de Suède du 50km contre-la-montre par équipes (avec Erik Pettersson, Gösta Pettersson et Sture Pettersson)
  - 14e étape de la Milk Race
  -  Médaillé d'argent du contre-la-montre par équipes aux Jeux olympiques (avec Erik Pettersson, Gösta Pettersson et Sture Pettersson)
  - 7e de la course en ligne des Jeux olympiques
- 1969
  -  Champion du monde du contre-la-montre par équipes (avec Erik Pettersson, Gösta Pettersson et Sture Pettersson)
  - Champion des Pays nordiques du contre-la-montre par équipes amateurs (avec Erik Pettersson, Gösta Pettersson et Sture Pettersson)
  -  Champion de Suède du 100km contre-la-montre par équipes (avec Erik Pettersson, Gösta Pettersson et Sture Pettersson)
  -  Champion de Suède du 50km contre-la-montre par équipes (avec Erik Pettersson, Gösta Pettersson et Sture Pettersson)
  - 6ea étape du Tour de l'Avenir
  - 2e du championnat de Suède du contre-la-montre

### Palmarès professionnel
- 1970

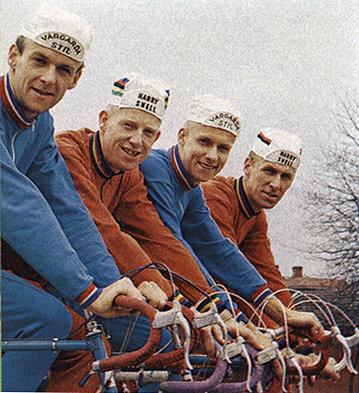
Les frères Pettersson en 1967.

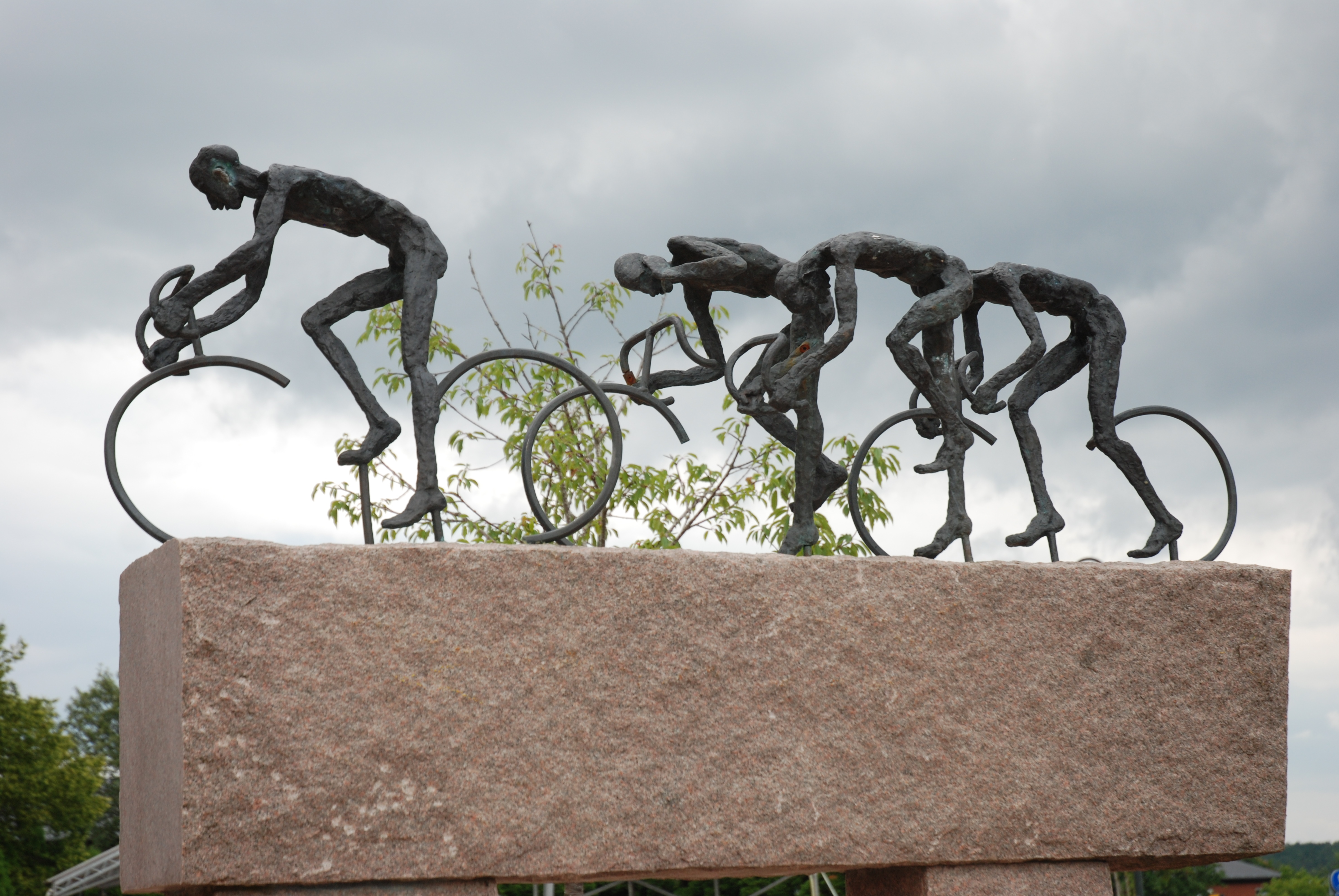
Les quatre frères immortalisés par Bosse Anås à Murartorget (Vårgårda).

  - 1rea étape de la Cronostaffetta (avec Pietro Guerra)
  - Trophée Baracchi (avec Gösta Pettersson)
  - 2e du Grand Prix de l'industrie et du commerce de Prato
  - 3e du Tour du Latium
  - 3e du Grand Prix de Lugano (contre-la-montre)
- 1971
  - 5eb étape du Tour de Romandie
  - 2e de la Coppa Placci
  - 2e du Grand Prix de Baden-Baden (avec Gösta Pettersson)
  - 2e du Trophée Baracchi (avec Gösta Pettersson)
  - 3e du Tour du Latium
- 1972
  - 1re et 5eb étapes de Tirreno-Adriatico
  - 3e de la Coppa Agostoni
  - 3e du Tour du Latium
  - 3e du Tour des Pouilles
  - 3e de Tirreno-Adriatico
  - 3e du Trophée Baracchi (avec Gösta Pettersson)

### Résultats sur les grands tours

#### Tour de France
2 participations
- 1970 : 36e
- 1971 : abandon (17e étape)

#### Tour d'Italie
1 participation
- 1972 : 41e

## Palmarès sur piste

### Championnats du monde
- Montevideo 1968
  -  Médaillé de bronze de la poursuite par équipes amateurs